# 理查·萊亞德
理查·萊亞德（Richard Layard，1934年3月15日—），是英國頂尖的經濟學家，在九十年代末曾擔任英國首相布萊爾的顧問。他相信一個社會的快樂不必然與其收入相等，而他所研究的「快樂經濟學」（Happiness: Lessons from a New Science），旨在幫助人們了解影響快樂的7大因素。他在「快樂」這個主題上的研究融合了心理學、神經科學、經濟學、社會學及哲學等眾多領域的最新發現，不僅為經濟學研究開了一扇窗，亦帶領人們走出一個更好及更快樂的人生。